# مسجد بیرون ابرقو
مسجد بیرون ابرکوه(ابرقو) مربوط به دوران‌های تاریخی پس از اسلام است و در ابرکوه، کنار شهر واقع شده است. بنای اولیه آن از قدیمی‌ترین مساجد ایران به شمار می‌آید و این اثر در تاریخ ۱۷ آذر ۱۳۷۷ با شمارهٔ ثبت ۲۱۷۰ به‌عنوان یکی از آثار ملی ایران به ثبت رسیده است. نقشه مسجد در حال حاضر از نوع مساجد دو ایوانی است. ایوان غربی به گنبد خانه‌ای راه دارد که از داخل آن مربع و از خارج نیم دایره است. ضخامت دیوارهای این قسمت در برخی جاها بیش از ۷۰/۱ است. ایوان شرقی کوچکتر است. تنها ورودی مسجد در حال حاضر در جبهه شمالی از طریق اتاقی با ایوان غربی باز می‌شود. علاوه بر این دو گذرگاه دیگر نیز وجود دارد که از اتاق‌های جانبی به گنبدخانه و صحن راه پیدا می‌کند. بقایای تنها مناره مسجد در قسمت شمال محوطه گنبددار واقع گردیده و امروزه تنهاقسمت تحتانی آن که برای رفتن به پشت بام استفاده می‌شود بر جای مانده است.
ایوان شرقی که از سه جهت به آن راه است به دو اتاق کوچک در شمال مربوط می‌شود.
مسجدبیرون ابرکوه با گنبد و طاق پوشش یافته است. طاق‌ها از نوع دومرکزه و جناغی از انواع معماری اوایل اسلام و نمونه‌هایی از قوس‌های گهواره‌ای شکل مشابه نمونه‌های ساسانی و اوایل اسلام هستند. شکل این طاق‌ها و قوس‌ها گویای ساخت آنها در قرون نخستین اسلامی است.
بنا بر منابع معتبر این مسجد قدمگاه علی بن موسی الرضا امام هشتم شیعیان می‌باشد.